# Bill Ainslie
William "Bill" Stewart Ainslie, född den 10 april 1934 i Bedford, Östra Kapprovinsen, död 1989 i Johannesburg, var en sydafrikansk konstnär, lärare och grundare av flera konstprojekt.

## Biografi
Ainslie studerade konst vid Nataluniversitet i Pietermaritzburg åren 1952–1955 och de sköna konsterna under Jack Heath åren 1955–1958. Efter slutförda studier undervisade han vid Michael school, en skola i KwaZulu-Natal. Han undervisade även vid Cyrene Mission i Sydrhodesia och King Edward VII School i Johannesburg.
År 1964 grundade han Ainslie Studios och på 1980-talet grundade han Federated Union of Black Artists i Johannesburg. Han var framför allt grafisk konstnär, men han skapade även några skulpturer.